# Schottwien
Schottwien è un comune austriaco di 682 abitanti nel distretto di Neunkirchen, in Bassa Austria; ha lo status di comune mercato (Marktgemeinde).